# ویلیام استیرن
ویلیام کلارک استیرن (به انگلیسی: William Clark Styron) رمان‌نویس آمریکایی و برندهٔ جایزه پولیتزر ادبی بود.

## زندگی‌نامه
ویلیام کلارک استیرن در ۱۱ ژوئن ۱۹۲۵ در ایالت ویرجینیای آمریکا متولد شد. پدرش مهندس کشتیرانی بود و در حالیکه تنها ۱۳ سال داشت، مادرش را از دست داد.
او پس از دریافت مدرک لیسانس هنر از دانشگاه دوک، اولین رمان خود را در سال ۱۹۵۱ با نام «در تاریکی بخوابید» نوشت. استایرن پیش از آن در سال ۱۹۴۵ به‌عنوان ستوان در نیروی دریایی آمریکا خدمت کرده بود.

این داستان‌نویس هنگام دریافت جایزهٔ پولیتزر به‌خاطر رمان «اعترافات نات تورنر» در سخنانی گفته بود: 
«نوشتن برای من سخت‌ترین کار دنیاست؛ اما بعد از به پایان رساندن کارم، لذت‌بخش‌ترین چیز برای من است.»
او در سال ۱۹۹۰ با نوشتن کتاب «شرح حال دیوانگی» که به سؤالاتی دربارهٔ افسردگی، خودکشی و اعتیاد به مشروبات الکلی پاسخ داده بود، بیش از پیش برای خود شهرت کسب کرد.
از دیگر رمان‌های استیرن که بیش‌تر زوایای تاریک ذهن آدمی را دربرمی‌گیرد، به «انتخاب سوفی» و یکی از پرفروش‌ترین کتاب‌های زمانش یعنی «تاریکی مریی» می‌توان اشاره کرد.
وی در سن ۸۱ سالگی بر اثر ابتلا به ذات‌الریه درگذشت.

## شناخت آثار
وی اولین رمانش «بخواب در تاریکی» را در سال ۱۹۵۱ منتشر کرد و فوراً در مرکز توجه روشنفکران غرب قرار گرفت. کامو از این کتاب تقدیر کرد و جایزه ای بیست و پنج هزار دلاری نصیب استیرن شد. رمان دومش، «راه دور و دراز» همراه با نمایشنامهٔ «آتیشک خانه» سال ۱۹۵۷ منتشر شد که نظامی گری به شیوهٔ آمریکایی را سنگ روی یخ کرده بود. «این خانه را به آتش بکش» را در سال ۱۹۶۰ منتشر کرد و با استقال عجیبی مواجه شد. سال (۱۹۶۷) رمان «اعترافات نات ترنر» ش راهی بازار شد و جایزهٔ پولیتزر را نصیب او کرد. در سال (۱۹۷۹) «انتخاب سوفی» را چاپ کرد و به شهرتی بین‌المللی دست یافت. این رمان یکی از رمانهای برجستهٔ تاریخ ادبیات آمریکا است. در «این غبار ساکن» (۱۹۸۲) مقالاتی پیرامون نقد و ادبیات نوشت؛ و در ظلمت آشکار (۱۹۹۰) به افسردگی روشنفکران و موضوع خود کشی پرداخت و هنوز هم از پرفروش‌ترین کتابهای آمریکا است. استیرن در سال (۱۹۹۳) آخرین اثرش «صبح تایدواتر» را که خاطراتی است از دوران کودکی‌اش در جنوب آمریکا منتشر کرد.